# Бхаджан

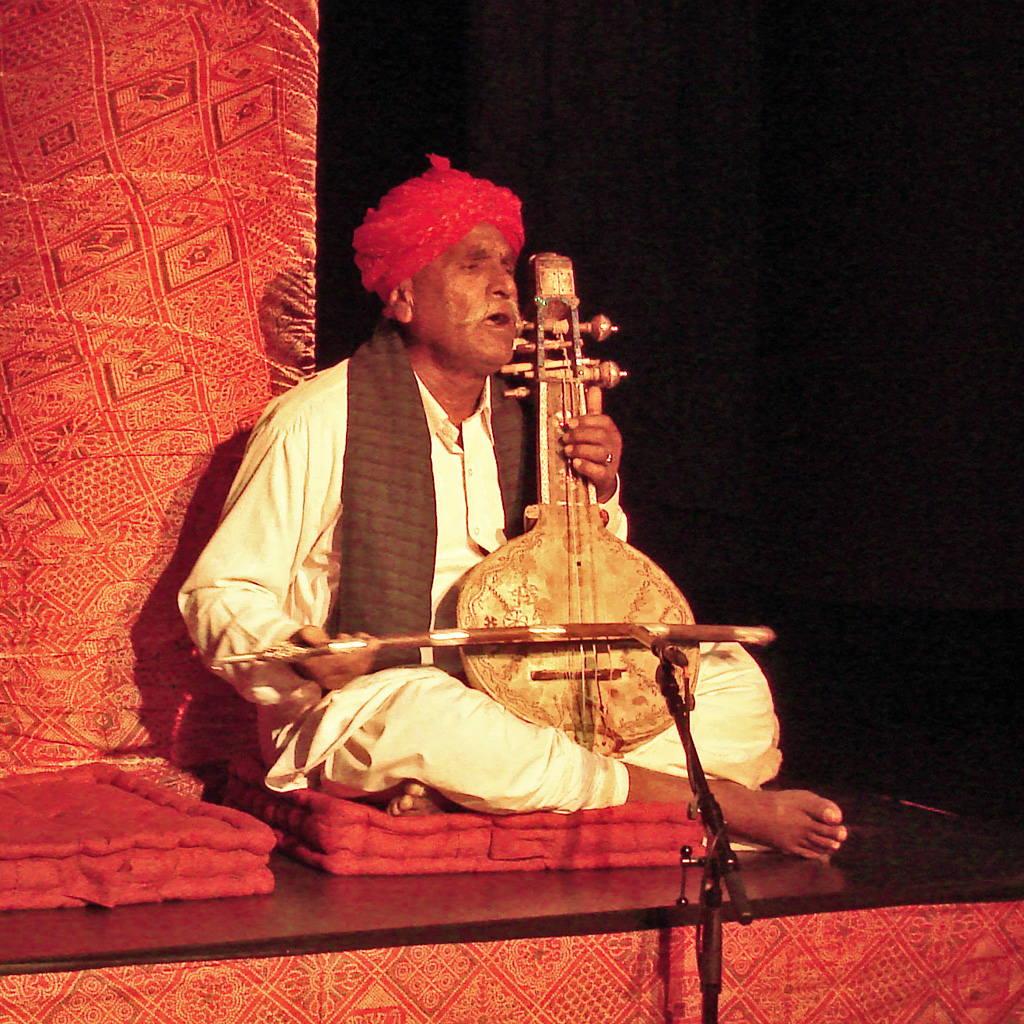
Бхаджан на этновстрече в Музее на набережной Бранли (Франция)

Бха́джан(а) (хинди भजन от санскр. भज bhaj «почитать») — религиозное песнопение поэтов традиций бхакти в индуизме. Термин «бхаджана» часто используется как синоним «киртана». Бхаджаном также называют духовную практику, направленную на удовлетворение Бога.

## Описание

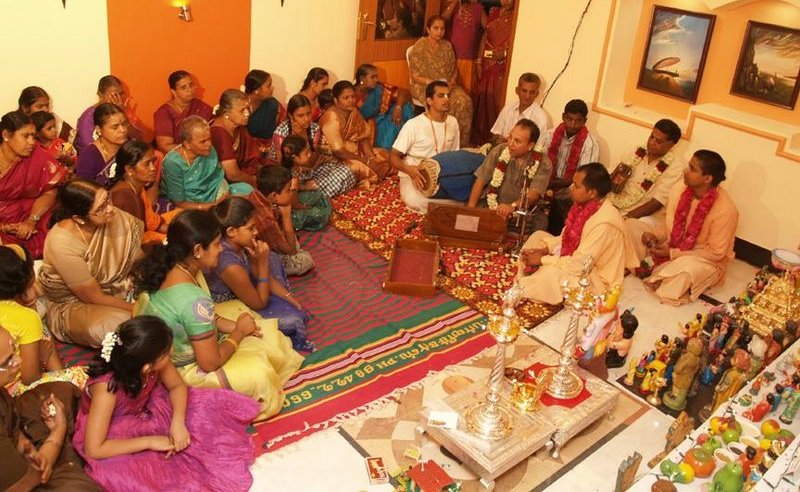
Тамильский бхаджан

Практика пения бхаджанов характерна для различных традиций бхакти в индуизме, в особенности для вайшнавизма. Бхаджана это действо, которое помогает человеку почувствовать себя ближе к своей истиной духовной сущности (дживе, атману), и/или к Богу (Брахману и Ишваре). Как правило, бхаджаны — это лирические песни, выражающие чувства любви и преданности Богу в одной из Его форм или проявлений. Часто в бхаджанах описываются лилы, имена и качества избранного божества. Воспевание бхаджанов и киртанов является популярным способом поклонения среди последователей традиций бхакти в индуизме. Такая популярность также вызвана тем, что многие гуру в своей проповеди подчёркивают важность пения бхаджанов. Своя форма бхаджана также используется в суфистском каввали.

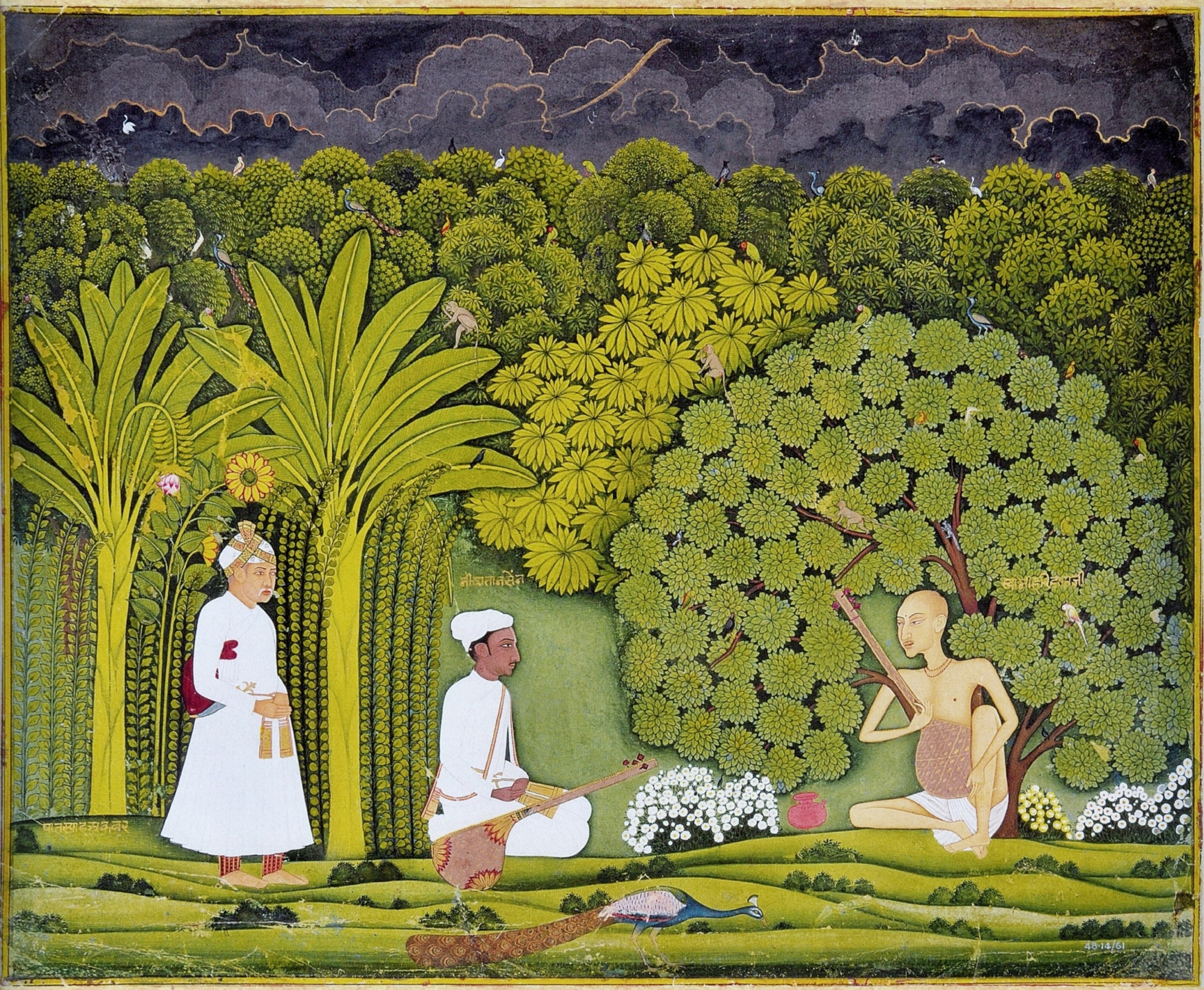
Свами Харидас обучает Тансена в присутствии Акбара

Бхаджаны уходят своими корнями в древнюю ведийскую традицию. Музыкой, традиционно используемой для бхаджанов, обычно является индийская классическая музыка, которая основывается на рагах и талах. Для бхаджана используются все традиционные индийские музыкальные инструменты, такие как вина, саранги, вену (флейта), мриданга и табла.
Исторически, традиция бхаджана произошла из ведийской традиции пения гимнов «Сама-веды», третьей Веды писаний индуизма. Бхаджаны отличаются от санскритских шлок своим лёгким духом, простой обработкой и глубоким откликом среди массы населения. Бхаджаны обычно воспевают в группе верующих, которую ведёт выбранный солист. Традиционными темами для бхаджанов являются различные истории и эпизоды из жизни богов и святых, отрывки из их вероучений, а также описания качеств и славы богов.
Бхаджан как жанр прошёл длинный путь развития. Традиционные формы пения бхаджанов, такие как ниргуни, горакханатхи, валлабхапантхи, аштачхар и мадхура-бхакти, формировались на протяжении веков. Каждая традиция имеет свой набор бхаджанов и свои методы их воспевания. Традиция бхаджана Южной Индии известна как сампрадья бхаджан.
В Средние века, Тулсидас, Сурдас, Мирабай, Нароттама Даса (основатель стиля чаран-хати), Кабир и другие сочинили много бхаджанов и выступили основоположниками ряда стилей этого жанра. Во второй половине XX века, такие композиторы как Вишну Дигамбар Палушкар и Вишну Нараян Бхаткханде начали использовать в традиции бхаджана индийскую классическую музыку, которой исторически отводилось «элитное» место в индийской музыкальной культуре. Таким образом они демократизировали традицию раги. В то время как большинство индуистов следуют традиционным формам пения бхаджанов, некоторые последователи индуизма также экспериментируют используя не-индийские инструменты, например гитару и примешивают другие музыкальные стили, такие как джаз. В особенности это характерно для индуистских движений, имеющих большое число приверженцев на Западе, таких как Международное общество сознания Кришны и Институт знания о тождественности.